# فیفا ۹۸: در راه جام جهانی
«فیفا ۹۸: در راه جام جهانی» (انگلیسی: FIFA: Road to World Cup 98) یک بازی ویدئویی در سبک بازی ورزشی است که توسط الکترونیک آرتس و در سال ۱۹۹۷ و در پلت‌فرم‌های نینتندو ۶۴، مایکروسافت ویندوز، سوپر نینتندو، سگا مگا درایو، پلی‌استیشن، سگا ساترن، و گیم بوی منتشر شده‌است.